# Quinto Opimio
Quinto Opimio (en latín, Quintus Opimius Q. F. Q. N.) fue un magistrado romano, cónsul en el año 154 a. C. junto con Lucio Postumio Albino. 

## Descripción
Durante su consulado Opimio llevó la guerra contra las tribus lígures de los oxibis y deciates, que habitaban en la parte norte de los Alpes, las cuales habían atacado territorio de Massilia, aliada romana, saqueando las ciudades de Antípolis (Antibes) y Nicaea (Niza). 
Opimio sometió a estos pueblos sin ninguna dificultad, y obtuvo, en consecuencia, el honor de un triunfo.
Este Opimio parece haber sido un hombre de tan pocos principios como su hijo Lucio Opimio, y era notorio en su juventud por su vida disipada. 
Cayo Lucilio lo describió como formosus homo et famosus, y Cicerón habla de él como qui adolescentulus male audisset.